# Attaché territorial
En France, les attachés territoriaux sont des fonctionnaires d'un cadre d'emplois de catégorie A occupant des emplois de cadres.
Ce cadre d'emplois comporte les grades d'attaché territorial, d'attaché territorial principal, directeur territorial (en voie d'extinction) et d'attaché hors classe.
Ils sont appelés à assurer des responsabilités dans des secteurs très divers, notamment ceux de l’administration générale (ressources humaines, finances, marchés publics...), de l’action sanitaire et sociale, de l’informatique, de l’animation.
Ils exercent leurs missions au sein d'une collectivité territoriale (commune, département, région) ou dans l'un de ses établissements publics.

## Statut et avancement indiciaire des attachés territoriaux
Le décret n°87-1099 du 30 décembre 1987 modifié portant statut particulier du cadre d'emplois des attachés territoriaux  fixe le cadre réglementaire du statut des attachés territoriaux.
L'échelonnement indiciaire applicable aux attachés territoriaux est prévu par le décret n°87-1100 du 30 décembre 1987 modifié.

## Recrutement

### Inscription sur liste d'aptitude
Le recrutement en qualité d'attaché intervient après inscription sur les listes d'aptitude établies à la suite d'un concours, ou de l'avis de la commission administrative paritaire compétente. Ces listes d'aptitude ont une valeur nationale.
L'inscription sur une liste d'aptitude ne vaut pas recrutement. Encore doit-elle être suivie de la nomination en tant que stagiaire à un emploi correspondant. Un attaché territorial reste apte pendant un délai de trois ans. Il doit toutefois faire connaître son intention d'être maintenu sur ces listes. Le décompte de cette période de trois ans est suspendu pendant la durée des congés parental, de maternité, d'adoption, de présence parentale et d'accompagnement d'une personne en fin de vie, ainsi que du congé de longue durée et de celle de l'accomplissement des obligations du service national. Après deux refus d'offre d'emploi transmise par une collectivité ou un établissement à l'autorité organisatrice du concours, le candidat est radié de la liste d'aptitude.

#### Recrutement par concours
Les concours d'accès au cadre d'emplois des attachés territoriaux comprennent un concours externe, un concours interne et un troisième concours. Chacun de ces concours comprend une ou plusieurs des cinq spécialités suivantes : administration générale, gestion du secteur sanitaire et social, analyste, animation, urbanisme et développement des territoires. Chaque candidat choisit au moment de son inscription au concours la spécialité dans laquelle il souhaite concourir.
Pour chacun des concours, le jury détermine le nombre total des points nécessaires pour être admissible et, sur cette base, arrête la liste des candidats admis à se présenter aux épreuves d'admission. Peuvent seuls être autorisés à se présenter aux épreuves d'admission les candidats déclarés admissibles par le jury. À l'issue des épreuves d'admission, le jury arrête, dans la limite des places mises au concours, une liste d'admission.
Aucun agent titulaire ne peut être recruté :
1. si, étant de nationalité française ou ressortissant d'un État membre de la Communauté économique européenne, il ne jouit pas de ses droits civiques et ne se trouve pas en position régulière au regard du code du service national ;
2. si, étant de nationalité étrangère, il n'est pas en situation régulière vis-à-vis des lois régissant l'immigration ;
3. si les mentions portées au bulletin no 2 de son casier judiciaire sont incompatibles avec l'exercice des fonctions.

Depuis 2007, l'organisation des concours d'accès au cadre d'emplois des attachés territoriaux, jusque-là assumée par le Centre national de la fonction publique, est prise en charge par les centres de gestion. L'ouverture des concours est arrêtée par le président du centre de gestion qui organise le concours. Il précise la date limite de dépôt des inscriptions, la date et le lieu des épreuves, le nombre de postes à pourvoir par spécialité. Il est publié au Journal officiel de la République française au moins deux mois avant la date limite de dépôt.
En outre, et depuis 2010, le concours d'Attaché territorial a été profondément modifié. L'objectif de la nouvelle formule est une professionnalisation accrue du concours, un allègement des épreuves et une meilleure adéquation entre le profil des candidats et le cadre d'emplois. Notamment, l'épreuve de culture générale porte désormais sur le milieu territorial et les problèmes des collectivités, tandis que les épreuves techniques sont supprimées, la note de synthèse demeure et porte sur la spécialité choisie par le candidat. Enfin, l'oral d'admission privilégie désormais les mises en situation professionnelle.

##### Concours externe
Le concours externe est ouvert, pour 50 % au moins du nombre total des places offertes à l'ensemble des concours, aux candidats titulaires d'une licence, ou d'un autre titre ou diplôme reconnu comme équivalent.
Le concours d'attaché territorial attire des candidats surdiplômés, d'un niveau désormais équivalent à ceux des concours d'accès aux Instituts Régionaux d'Administration. En effet, les étudiants des Instituts de Préparation à l'Administration Publique préparent pour la plupart à la fois les concours d'attaché territorial et des IRA, mais également des concours de catégorie B, notamment lorsqu'ils ne sont titulaires que d'une licence.
Toutefois, même au concours d'attaché territorial recrutant parmi les diplômés, la majorité des candidats admis travaillent déjà en collectivité.

###### Admissibilité
Les épreuves d'admissibilité du concours externe pour le recrutement des attachés territoriaux comprennent :
- pour l'ensemble des spécialités, une composition portant sur un sujet d'ordre général (durée : quatre heures ; coefficient 3) ;
- la rédaction d'une note, selon la spécialité, soulevant un problème d'organisation ou de gestion ; un problème sanitaire et social ; un problème d'urbanisme et de développement des territoires ; portant sur la conception et la mise en place d'une application automatisée dans une collectivité territoriale ; ou encore relatif au secteur de l'animation (durée : quatre heures ; coefficient 4).

###### Admission
Les épreuves d'admission du concours externe pour le recrutement des attachés territoriaux comprennent :
- un entretien visant à apprécier les connaissances administratives générales du candidat et sa capacité à les exploiter, sa motivation et son aptitude à exercer les missions dévolues au cadre d'emplois (durée : vingt minutes ; coefficient 4) ;
- une épreuve orale de langue vivante dans l'une des langues étrangères au choix du candidat au moment de l'inscription : allemand, anglais, espagnol, italien, grec, néerlandais, portugais, russe et arabe moderne (durée : quinze minutes, avec préparation de même durée ; coefficient 1).

##### Concours interne
Le concours interne est ouvert, pour 30 % au plus du nombre total des places offertes à l'ensemble des concours, aux fonctionnaires et agents des collectivités territoriales, de l'État et des établissements publics qui en dépendent, ainsi qu'aux agents en fonction dans une organisation internationale intergouvernementale, et justifiant, au 1er janvier de l'année au titre de laquelle le concours est organisé, de quatre années au moins de services publics.

###### Admissibilité
L'épreuve d'admissibilité du concours interne pour le recrutement des attachés territoriaux consiste, et selon la spécialité choisie, en la rédaction d'un rapport à partir d'un dossier soulevant un problème d'organisation ou de gestion ; soulevant un problème sanitaire et social ; faisant appel à l'esprit d'analyse et de synthèse du candidat ; relatif au secteur de l'animation ou encore soulevant un problème relatif au secteur de l'urbanisme et du développement des territoires (durée : quatre heures).

###### Admission
Les épreuves d'admission du concours interne pour le recrutement des attachés territoriaux comprennent :
- un entretien débutant par une présentation par le candidat de son expérience professionnelle et suivi d'une conversation visant à apprécier la motivation et la capacité du candidat à analyser son environnement professionnel et à résoudre les problèmes techniques ou d'encadrement les plus fréquemment rencontrés par un attaché (durée : vingt-cinq minutes, dont dix minutes au plus de présentation ; coefficient 5) ;
- une épreuve orale facultative de langue vivante dans l'une des langues étrangères au choix du candidat au moment de l'inscription : allemand, anglais, espagnol, italien, grec, néerlandais, portugais, russe et arabe moderne (durée : quinze minutes, avec préparation de même durée ; coefficient 1).

##### Troisième concours
Le troisième concours est ouvert, pour 20 % au plus des postes mis au concours dans chaque spécialité concernée, aux candidats justifiant de l'exercice, pendant une durée de quatre ans au moins, d'une ou de plusieurs activités professionnelles, d'un ou de plusieurs mandats de membre d'une assemblée élue d'une collectivité territoriale ou d'une ou de plusieurs activités accomplies en qualité de responsable d'une association.
Ces activités professionnelles peuvent comporter des fonctions d'encadrement et doivent correspondre à la participation à la conception, l'élaboration et la mise en œuvre d'actions dans le domaine de la gestion administrative, financière ou comptable, de la communication, de l'animation, du développement économique, social ou culturel.

###### Admissibilité
L'épreuve d'admissibilité du troisième concours pour le recrutement des attachés territoriaux consiste, et selon la spécialité choisie, en la rédaction d'un rapport à partir d'un dossier soulevant un problème d'organisation ou de gestion ; soulevant un problème sanitaire et social ; faisant appel à l'esprit d'analyse et de synthèse du candidat ; relatif au secteur de l'animation ou encore soulevant un problème relatif au secteur de l'urbanisme et du développement des territoires(durée : quatre heures).

###### Admission
Les épreuves d'admission du troisième concours pour le recrutement des attachés territoriaux comprennent :
- un entretien débutant par une présentation par le candidat de son expérience professionnelle et suivi d'une conversation visant à apprécier la motivation et la capacité du candidat à analyser son environnement professionnel et à résoudre les problèmes techniques ou d'encadrement les plus fréquemment rencontrés par un attaché (durée : vingt-cinq minutes, dont dix minutes au plus de présentation ; coefficient 5) ;
- une épreuve orale facultative de langue vivante dans l'une des langues étrangères au choix du candidat au moment de l'inscription : allemand, anglais, espagnol, italien, grec, néerlandais, portugais, russe et arabe moderne (durée : quinze minutes, avec préparation de même durée ; coefficient 1).

#### Promotion interne

##### Inscription
Peuvent être inscrits sur la liste d'aptitude au titre de la promotion interne:
1. Les fonctionnaires territoriaux qui justifient de plus de cinq années de services effectifs accomplis en qualité de fonctionnaire territorial de catégorie B en position d'activité ou de détachement ;
2. Les fonctionnaires territoriaux de catégorie B qui ont exercé les fonctions de directeur général des services des communes de 2 000 à 5 000 habitants pendant au moins deux ans.
3. Les fonctionnaires territoriaux de catégorie A appartenant aux cadres d'emplois des secrétaires de mairie, des directeurs de police municipale ou à un cadre d'emplois dont l'indice brut terminal est égal à 660, et justifiant de quatre ans de services effectifs dans leur cadre d'emplois.

L'inscription sur la liste d'aptitude ne peut intervenir qu'au vu des attestations établies par le Centre national de la fonction publique territoriale précisant que l'agent a accompli, dans son cadre d'emplois ou emploi d'origine, la totalité de ses obligations de formation de professionnalisation pour les périodes révolues.

##### Limites
Les agents inscrits peuvent être recrutés en qualité d'attachés stagiaires à raison d'un recrutement au titre de la promotion interne pour trois recrutements intervenus dans la collectivité ou l'établissement, de candidats admis à l'un des concours ou de fonctionnaires du cadre d'emplois, à l'exclusion des nominations intervenues à la suite d'une mutation à l'intérieur de la collectivité et des établissements en relevant.
Les agents de dont l'indice brut terminal est égal à 660 peuvent être recrutés en qualité d'attachés stagiaires à raison d'un recrutement pour trois recrutements au titre de la promotion interne.

### Nomination
Les fonctionnaires territoriaux sont gérés par la collectivité ou l'établissement dont ils relèvent ; leur nomination est faite par l'autorité territoriale.
Les emplois de chaque collectivité ou établissement sont créés par l'organe délibérant de la collectivité ou de l'établissement. La délibération précise le grade ou, le cas échéant, les grades correspondant à l'emploi créé. La nomination aux grades et emplois de la fonction publique territoriale est de la compétence exclusive de l'autorité territoriale.
Lorsqu'un emploi d'attaché territorial est créé ou devient vacant, l'autorité territoriale en informe le centre de gestion compétent qui assure la publicité de cette création ou de cette vacance. L'autorité territoriale peut pourvoir cet emploi en nommant un attaché territorial candidat inscrit sur une liste d'aptitude ou par la promotion interne. Lorsqu'aucun candidat n'a été nommé dans un délai de quatre mois à compter de la publicité de la création ou de la vacance, l'emploi ne peut être pourvu que par la nomination d'un candidat issu d'un concours.
La nomination à un grade de la fonction publique territoriale présente un caractère conditionnel. 
Pour être nommé dans la fonction publique territoriale, tout candidat doit produire à l'autorité territoriale, à la date fixée par elle, un certificat médical délivré par un médecin généraliste agréé constatant que l'intéressé n'est atteint d'aucune maladie ou infirmité ou que les maladies ou infirmités constatées et qui doivent être énumérées, ne sont pas incompatibles avec l'exercice des fonctions postulées.
Si le concours d'attaché territorial est généraliste, il est toutefois préférable pour les candidats à un poste de détenir une compétence particulière dans un domaine de spécialité. L'attaché territorial doit en outre être doté d'une bonne capacité d'adaptation et être apte à travailler en équipe.

### Classement
Les candidats inscrits sur la liste d'aptitude à la suite d'un concours et recrutés sur un emploi d'une collectivité ou d'un établissement public local sont nommés attachés stagiaires pour une durée d'un an par l'autorité territoriale investie du pouvoir de nomination. Au cours de leur stage, ils sont astreints à suivre une formation d'intégration pour une durée totale de dix jours. Les fonctionnaires inscrits sur la liste d'aptitude au titre de la promotion interne et recrutés sont nommés attachés stagiaires pour une durée de six mois seulement pendant laquelle ils sont placés en position de détachement auprès de la collectivité ou de l'établissement qui a procédé au recrutement.
Les stagiaires nommés sont en principe classés, lors de leur nomination, au 1er échelon du grade initial du cadre d'emploi. Toutefois, l'ancienneté dans la fonction publique ou dans des activités professionnelles proches de celles exercées dans le cadre d'emploi, ainsi que la préparation d'un doctorat pour les lauréats concernés, sont pris en compte au moment du recrutement, quelle que soit la voie d'accès (concours externe, interne, troisième concours, ou au titre de la promotion interne) .

#### Fonctionnaire titulaire
Les fonctionnaires qui appartenaient à un corps ou cadre d'emplois de catégorie A ou titulaires d'un emploi de même niveau sont classés à l'échelon comportant un indice égal ou, à défaut, immédiatement supérieur à celui qu'ils détenaient dans leur grade d'origine. Dans la limite de l'ancienneté maximale fixée par le statut particulier du cadre d'emplois dans lequel ils sont nommés pour une promotion à l'échelon supérieur, ils conservent l'ancienneté d'échelon acquise dans leur grade d'origine lorsque l'augmentation de traitement consécutive à leur nomination est inférieure à celle qui aurait résulté d'un avancement d'échelon dans leur ancienne situation. Les fonctionnaires nommés alors qu'ils ont atteint le dernier échelon de leur précédent grade ou emploi conservent leur ancienneté d'échelon dans les mêmes conditions et limites lorsque l'augmentation de traitement consécutive à leur nomination est inférieure à celle qui a résulté de leur promotion à ce dernier échelon.

#### Agent contractuel de droit public
Les agents qui justifient de services d'agent public non titulaire autres que des services d'élève ou de stagiaire, ou de services en tant qu'agent d'une organisation internationale intergouvernementale, sont classés à un échelon déterminé en prenant en compte une fraction de leur ancienneté de services publics civils dans les conditions suivantes :
1. Les services accomplis dans des fonctions du niveau de la catégorie A sont retenus à raison de la moitié de leur durée jusqu'à douze ans et des trois quarts au-delà de douze ans ;
2. Les services accomplis dans des fonctions du niveau de la catégorie B ne sont pas retenus en ce qui concerne les sept premières années ; ils sont pris en compte à raison des six seizièmes pour la fraction comprise entre sept ans et seize ans et des neuf seizièmes pour l'ancienneté excédant seize ans ;
3. Les services accomplis dans des fonctions du niveau de la catégorie C sont retenus à raison des six seizièmes de leur durée excédant dix ans.

Les agents non titulaires qui ont exercé des fonctions de différents niveaux peuvent demander que la totalité de leur ancienneté de services publics civils soit prise en compte comme si elle avait été accomplie dans les fonctions du niveau le moins élevé.

#### Personnel militaire
Les services accomplis en qualité de militaire, autres que ceux accomplis en qualité d'appelé, sont pris en compte à raison :
1. De la moitié de leur durée s'ils ont été effectués en qualité d'officier ;
2. Des six seizièmes de leur durée pour la fraction comprise entre sept ans et seize ans et des neuf seizièmes pour la fraction excédant seize ans s'ils ont été effectués en qualité de sous-officier ;
3. Des six seizièmes de leur durée excédant dix ans s'ils ont été effectués en qualité d'homme du rang[R6 3].

#### Agents privés
Les personnes qui justifient de l'exercice d'une ou plusieurs activités professionnelles accomplies sous un régime juridique autre que celui d'agent public, dans des fonctions et domaines d'activités susceptibles d'être rapprochés de ceux dans lesquels exercent les attachés territoriaux sont classés à un échelon déterminé en prenant en compte la moitié, dans la limite de sept années, de cette durée totale d'activité professionnelle.
Sont prises en compte pour l'application de l'article 9 du décret du 22 décembre 2006 susvisé les périodes de travail effectif dans l'exercice de l'une des professions énumérées ci-après ou dans l'exercice de professions assimilées. Pour apprécier la correspondance du ou des emplois tenus avec l'une de ces professions, l'administration se réfère au descriptif des professions de la nomenclature des professions et catégories socioprofessionnelles des emplois salariés d'entreprise (PCS-ESE) 2003 :
| CODE DE LA NOMENCLATURE | INTITULE DE LA PROFESSION                                                                                 |
| ----------------------- | --- |
| 371a                    | Cadres d'état-major administratifs, financiers, commerciaux des grandes entreprises.                      |
| 372a                    | Cadres chargés d'études économiques, financières, commerciales.                                           |
| 372b                    | Cadres de l'organisation ou du contrôle des services administratifs et financiers.                        |
| 372c                    | Cadres spécialistes des ressources humaines et du recrutement.                                            |
| 372d                    | Cadres spécialistes de la formation.                                                                      |
| 372e                    | Juristes.                                                                                                 |
| 372f                    | Cadres de la documentation, de l'archivage.                                                               |
| 373a                    | Cadres des services financiers ou comptables des grandes entreprises.                                     |
| 373b                    | Cadres des autres services administratifs des grandes entreprises.                                        |
| 373c                    | Cadres des services financiers ou comptables des petites et moyennes entreprises.                         |
| 373d                    | Cadres des autres services administratifs des petites et moyennes entreprises.                            |
| 375b                    | Cadres des relations publiques et de la communication.                                                    |
| 376f                    | Cadres des services techniques des organismes de sécurité sociale et assimilés.                           |
| 388a                    | Ingénieurs et cadres d'étude, recherche et développement en informatique.                                 |
| 388b                    | Ingénieurs et cadres d'administration, maintenance, support et services aux utilisateurs en informatique. |
| 388c                    | Chefs de projets informatiques, responsables informatiques.                                               |
| 388d                    | Ingénieurs et cadres technico-commerciaux en informatique et télécommunications.                          |
| 388e                    | Ingénieurs et cadres spécialistes des télécommunications.                                                 |

Sont également prises en compte les périodes de travail effectif dans l'exercice de professions comparables dans d'autres États.
S'ils ne peuvent prétendre à une telle équivalence, les lauréats du troisième concours  bénéficient, lors de leur nomination, d'une bonification d'ancienneté de :
1. Deux ans, lorsque les intéressés justifient d'une durée d'activité inférieure à neuf ans ;
2. Trois ans, lorsqu'elle est égale ou supérieure à neuf ans.

Les périodes au cours desquelles une ou plusieurs activités ont été exercées simultanément ne sont prises en compte qu'à un seul titre.
Le classement tient compte de cette bonification d'ancienneté sur la base de la durée maximale exigée pour chaque avancement d'échelon.

### Titularisation
La titularisation des stagiaires intervient, par décision de l'autorité territoriale, à la fin du stage. Pour les stagiaires issus du concours, cette titularisation intervient au vu notamment d'une attestation de suivi de la formation d'intégration, établie par le Centre national de la fonction publique territoriale. Lorsque la titularisation n'est pas prononcée, le stagiaire est soit licencié s'il n'avait pas auparavant la qualité de fonctionnaire, soit réintégré dans son cadre d'emplois, corps ou emploi d'origine.
Toutefois l'autorité territoriale peut, à titre exceptionnel, décider que la période de stage est prolongée d'une durée maximale d'un an pour les stagiaires issus du concours, et de deux mois pour les stagiaires issus de la promotion interne. La commission administrative paritaire de catégorie A compétente connaît des refus de titularisation.

## Formation
La formation professionnelle tout au long de la vie des agents des collectivités territoriales et des établissements publics locaux a pour objet de leur permettre d'exercer avec la meilleure efficacité les fonctions qui leur sont confiées en vue de la satisfaction des besoins des usagers et du plein accomplissement des missions du service. Elle doit favoriser le développement de leurs compétences, faciliter leur accès aux différents niveaux de qualification professionnelle existants, permettre leur adaptation au changement des techniques et à l'évolution de l'emploi territorial et contribuer à leur intégration et à leur promotion sociale. Elle doit également favoriser leur mobilité ainsi que la réalisation de leurs aspirations personnelles et créer les conditions d'une égalité effective, en particulier entre les hommes et les femmes, pour l'accès aux différents grades et emplois.
Tout agent de la fonction publique territoriale occupant un emploi permanent reçoit un livret individuel de formation. Ce livret retrace les formations et bilans de compétences dont l'agent bénéficie, dans les conditions fixées par décret.

### Formation obligatoire
Les attachés territoriaux sont astreints à suivre les actions de formation d'intégration dans la fonction publique territoriale et de professionnalisation, dispensées tout au long de la carrière et à l'occasion de l'affectation dans un poste de responsabilité.
Une dispense, totale ou partielle, de la durée de ces formations peut être accordée aux fonctionnaires territoriaux compte tenu des formations professionnelles, dès lors qu'elles sont en adéquation avec les responsabilités qui leur incombent, et des bilans de compétences dont ils bénéficient tout au long de leur carrière.

#### Formation au premier emploi
Dans un délai de deux ans après leur nomination, ou leur détachement, les attachés territoriaux sont astreints à suivre une formation de professionnalisation au premier emploi. En cas d'accord entre l'agent et l'autorité territoriale dont il relève, la durée de la formation peut être portée au maximum à dix jours.
L'autorité territoriale détermine la durée et la nature des actions de formation de professionnalisation suivies par chaque agent en fonction de l'évaluation des besoins de ce dernier et après concertation avec celui-ci. À défaut d'accord, l'attaché suit une formation de deux jours et dont le contenu est défini par l'autorité territoriale, en concertation avec le Centre national de la fonction publique territoriale.
Une dispense, totale ou partielle, de la durée de cette formation peut être accordée, sur leur demande, aux fonctionnaires qui justifient d'une formation sanctionnée par un titre ou un diplôme reconnu par l'État ou d'une expérience professionnelle. Elle est décidée par le Centre national de la fonction publique territoriale.

#### Formation tout au long de la carrière
À l'issue du délai de deux ans prévu, les attachés territoriaux sont astreints à suivre une formation de professionnalisation tout au long de la carrière, à raison de deux jours par période de cinq ans. En cas d'accord entre l'agent et l'autorité territoriale dont il relève, la durée de la formation peut être portée au maximum à dix jours.
En cas de changement de cadre d'emplois, l'obligation de formation de professionnalisation tout au long de la carrière qui incombe au fonctionnaire au titre de son cadre d'emplois d'origine cesse pour la période en cours.
Le fonctionnaire qui suit une formation d'accès à un poste à responsabilité est exonéré, pour la période en cours, de la formation de professionnalisation tout au long de la carrière. Dans ce cas, une nouvelle période de formation de professionnalisation tout au long de la carrière débute à l'issue de la formation suivie.

#### Formation à un poste à responsabilité
Lorsqu'ils accèdent à un poste à responsabilité, les attachés territoriaux sont astreints à suivre, dans un délai de six mois à compter de leur affectation, une formation d'une durée de trois jours. En cas d'accord entre l'agent et l'autorité territoriale dont il relève, la durée de la formation peut être portée au maximum à dix jours. Cette formation intervient dans les six mois suivant l'affectation.
Les postes à responsabilité sont:
- DGS et DGA des départements et des régions ;
- DGS et DGA des communes de plus de 2 000 habitants ;
- DGS et DGA techniques des communes de plus de 10 000 habitants ;
- DGS et DGA des EPCI à fiscalité propre de plus de 10 000 habitants ;
- DGS technique des EPCI à fiscalité propre de plus de 10 000 habitants ;
- DGS et DGA d'établissements publics déterminés ;
- DGS, DGA et directeur de délégation du CNFPT.

Ainsi que d'autres fonctions de direction et d'encadrement assorties de responsabilités particulières, notamment en matière sociale et sanitaire.
Enfin les emplois considérés comme tels par l'autorité territoriale après avis du comité technique paritaire sont également des postes à responsabilité. Dès l'affectation d'un fonctionnaire sur un poste à responsabilité, l'autorité territoriale en informe le Centre national de la fonction publique territoriale en vue de l'organisation de la formation de professionnalisation de l'intéressé.

### Droit à la formation
Comme tout agent de la fonction publique territoriale occupant un emploi permanent, un attaché territorial bénéficie d'un droit individuel à la formation professionnelle d'une durée de vingt heures par an. Pour les agents à temps partiel et les agents nommés dans des emplois à temps non complet, cette durée est calculée pro rata temporis. Les droits acquis annuellement peuvent être cumulés sur une durée de six ans. Au terme de cette durée et à défaut de son utilisation en tout ou partie, le droit individuel à la formation professionnelle reste plafonné à cent vingt heures. Les frais de formation sont à la charge de l'autorité territoriale.
Ce droit à la formation inclus la formation de perfectionnement, dispensée en cours de carrière à la demande de l'employeur ou de l'agent ; la formation de préparation aux concours et examens professionnels de la fonction publique et la formation personnelle suivie à l'initiative de l'agent.
L'autorité territoriale ne peut opposer deux refus successifs à un fonctionnaire demandant à bénéficier de ces actions de formation qu'après avis de la commission administrative paritaire. Les agents participant à une action de formation pendant leur temps de service bénéficient du maintien de leur rémunération.

## Fonctions
Les membres du cadre d'emplois d'attaché territorial exercent leurs fonctions sous l'autorité des directeurs généraux des services des départements et des régions, des secrétaires généraux ou secrétaires des communes ou des directeurs d'établissements publics et, le cas échéant, des directeurs généraux adjoints des départements et des régions, des secrétaires généraux adjoints des communes, des directeurs adjoints des établissements publics ou des administrateurs territoriaux en poste dans la collectivité ou l'établissement.
Ils participent à la conception, à l'élaboration et à la mise en œuvre des politiques décidées dans les domaines administratif, financier, économique, sanitaire, social, culturel, de l'animation et de l'urbanisme. Ils peuvent ainsi se voir confier des missions, des études ou des fonctions comportant des responsabilités particulières, notamment en matière de gestion des ressources humaines, de gestion des achats et des marchés publics, de gestion financière et de contrôle de gestion, de gestion immobilière et foncière et de conseil juridique. Ils peuvent également être chargés des actions de communication interne et externe et de celles liées au développement, à l'aménagement et à l'animation économique, sociale et culturelle de la collectivité. Ils exercent des fonctions d'encadrement et assurent la direction de bureau ou de service.
Les attachés territoriaux sont les cadres des collectivités territoriales. Ils effectuent en tant que tels une grande variété de missions selon leur spécialité : experts financiers, urbanistes, juristes, mais aussi managers et gestionnaires. Le cadre d'emplois leur permet également d'accéder aux postes de direction, en contact avec l'élu mais aussi avec le citoyen, tout en négociant avec l'État.
| Champs d'intervention                                  | Famille professionnelle         | Emploi-référence                                           |
| ------------------------------------------------------ | ------------------------------- | ---------------------------------------------------------- |
| Pilotage, management et gestion des ressources         | Direction générale              | Directeur général d’établissement public                   |
| Pilotage, management et gestion des ressources         | Direction générale              | Directeur général adjoint                                  |
| Pilotage, management et gestion des ressources         | Affaires générales              | Directeur des affaires générales                           |
| Pilotage, management et gestion des ressources         | Affaires générales              | Secrétaire de mairie                                       |
| Pilotage, management et gestion des ressources         | Affaires juridiques             | Conseiller juridique                                       |
| Pilotage, management et gestion des ressources         | Affaires juridiques             | Responsable des marchés et des achats                      |
| Pilotage, management et gestion des ressources         | Affaires juridiques             | Responsable des affaires immobilières et foncières         |
| Pilotage, management et gestion des ressources         | Affaires juridiques             | Monteur d’opérations immobilières                          |
| Pilotage, management et gestion des ressources         | Affaires juridiques             | Négociateur foncier                                        |
| Pilotage, management et gestion des ressources         | Finances et contrôle de gestion | Directeur financier                                        |
| Pilotage, management et gestion des ressources         | Finances et contrôle de gestion | Contrôleur de gestion                                      |
| Pilotage, management et gestion des ressources         | Finances et contrôle de gestion | Responsable de gestion budgétaire et financière            |
| Pilotage, management et gestion des ressources         | Finances et contrôle de gestion | Responsable de gestion comptable                           |
| Pilotage, management et gestion des ressources         | Finances et contrôle de gestion | Assistant comptable et budgétaire                          |
| Pilotage, management et gestion des ressources         | Ressources humaines             | Directeur des ressources humaines                          |
| Pilotage, management et gestion des ressources         | Ressources humaines             | Chargé de recrutement                                      |
| Pilotage, management et gestion des ressources         | Ressources humaines             | Chargé de l’emploi et des compétences                      |
| Pilotage, management et gestion des ressources         | Ressources humaines             | Chargé de la gestion administrative du personnel           |
| Pilotage, management et gestion des ressources         | Ressources humaines             | Responsable de la formation                                |
| Pilotage, management et gestion des ressources         | Systèmes d’information et TIC   | Directeur des systèmes d’information                       |
| Pilotage, management et gestion des ressources         | Systèmes d’information et TIC   | Administrateur SIG                                         |
| Pilotage, management et gestion des ressources         | Systèmes d’information et TIC   | Architecte fonctionnel des systèmes d’information          |
| Pilotage, management et gestion des ressources         | Communication                   | Directeur de la communication                              |
| Pilotage, management et gestion des ressources         | Communication                   | Chargé de communication                                    |
| Pilotage, management et gestion des ressources         | Communication                   | Chargé de publication                                      |
| Politiques publiques d'aménagement et de développement | Développement                   | Directeur du développement                                 |
| Politiques publiques d'aménagement et de développement | Développement                   | Chef de projet développement                               |
| Politiques publiques d'aménagement et de développement | Développement                   | Chef de projet tourisme                                    |
| Politiques publiques d'aménagement et de développement | Développement                   | Chargé de la prospective                                   |
| Politiques publiques d'aménagement et de développement | Développement                   | Chargés d'études                                           |
| Politiques publiques d'aménagement et de développement | Développement                   | Développeur économique                                     |
| Politiques publiques d'aménagement et de développement | Développement                   | Agent de développement                                     |
| Politiques publiques d'aménagement et de développement | Développement                   | Chef de projet Europe                                      |
| Politiques publiques d'aménagement et de développement | Développement                   | Responsable en ingénierie transfrontalière                 |
| Politiques publiques d'aménagement et de développement | Développement                   | Responsable des relations internationales                  |
| Politiques publiques d'aménagement et de développement | Urbanisme et aménagement        | Directeur de l'urbanisme et de l'aménagement               |
| Politiques publiques d'aménagement et de développement | Urbanisme et aménagement        | Chef de projets d'aménagement urbain                       |
| Politiques publiques d'aménagement et de développement | Urbanisme et aménagement        | Chargé d'études d'urbanisme et d'aménagement urbain        |
| Politiques publiques d'aménagement et de développement | Transports et déplacements      | Responsable des transports et déplacements                 |
| Politiques publiques d'aménagement et de développement | Transports et déplacements      | Chef de projets déplacements                               |
| Politiques publiques d'aménagement et de développement | Transports et déplacements      | Chargé de la gestion du transport                          |
| Politiques publiques d'aménagement et de développement | Formation professionnelle       | Responsable de l'emploi et de la formation professionnelle |
| Politiques publiques d'aménagement et de développement | Formation professionnelle       | Coordonnateur emploi formation insertion                   |
| Politiques publiques d'aménagement et de développement | Habitat logement                | Responsable habitat logement                               |
| Politiques publiques d'aménagement et de développement | Habitat logement                | Responsable de gestion locative                            |
| Politiques publiques d'aménagement et de développement | Habitat logement                | Responsable d'agence des organismes HLM                    |
| Services à la population                               | Social                          | Directeur de l'action sociale                              |
| Services à la population                               | Social                          | Responsable d'établissement social ou médico-social        |
| Services à la population                               | Social                          | Responsable de l'aide sociale à l'enfance                  |
| Services à la population                               | Social                          | Responsable d'unité territoriale d'action sociale          |
| Services à la population                               | Social                          | Conseiller d'action sociale                                |
| Services à la population                               | Education - Animation           | Directeur enfance jeunesse éducation                       |
| Services à la population                               | Education - Animation           | Coordonnateur enfance jeunesse éducation                   |
| Services à la population                               | Education - Animation           | Directeur d'équipement socioculturel                       |
| Services à la population                               | Restauration collective         | Directeur de la restauration collective                    |
| Services à la population                               | Restauration collective         | Contrôleur de la restauration collective                   |
| Services à la population                               | Restauration collective         | Responsable qualité en restauration collective             |
| Services à la population                               | Population funéraire            | Responsable du service population                          |
| Services à la population                               | Population funéraire            | Directeur de régie funéraire                               |
| Services à la population                               | Services culturels              | Direction de l'action culturelle                           |
| Services à la population                               | Services culturels              | Chef de projets culturels                                  |
| Services à la population                               | Arts et techniques du spectacle | Directeur d'établissement culturel                         |
| Services à la population                               | Arts et techniques du spectacle |                                                            |
| Services à la population                               | Sport                           | Directeur du service des sports                            |
| Services à la population                               | Sport                           | Responsable d'équipement sportif                           |

### Attachés principaux
Les titulaires du grade d'attaché principal exercent leurs fonctions dans les communes de plus de 2 000 habitants, les départements, les régions et les offices publics d'habitation à loyer modéré de plus de 3 000 logements ainsi que les établissements publics locaux assimilés à une commune de plus de 2 000 habitants. Ils peuvent, en outre, occuper l'emploi de directeur général des services de communes de plus de 2 000 habitants, des mairies d'arrondissement ou de groupe d'arrondissements des communes de Lyon et de Marseille assimilés à des communes de plus de 10 000 habitants ou exercer les fonctions de directeur d'office public d'habitations à loyer modéré de plus de 1 500 logements.

### Directeur territoriaux
Les titulaires du grade placé en voie d'extinction de directeur territorial exercent leurs fonctions dans les communes de plus de 10 000 habitants, les autres collectivités territoriales, les services départementaux d'incendie et de secours, les offices publics de l'habitat de plus de 5 000 logements ainsi que les établissements publics locaux assimilés à une commune de plus de 10 000 habitants dans les conditions fixées par le décret n° 2000-954 du 22 septembre 2000 précité. Ils peuvent, en outre, occuper l'emploi de directeur général des services de communes de plus de 10 000 habitants, des mairies d'arrondissement ou de groupe d'arrondissements de Lyon et de Marseille assimilés à des communes de plus de 10 000 habitants ou exercer les fonctions de directeur d'office public de l'habitat de plus de 3 000 logements ou d'un établissement public local assimilé à une commune de plus de 10 000 habitants et des conseils de territoire de la métropole d'Aix-Marseille-Provence assimilés à des communes de plus de 20 000 habitants dans les conditions fixées par le décret n° 87-1101 du 30 décembre 1987 précité.

### Attachés hors classe
Les titulaires du grade d'attaché hors classe exercent leurs fonctions dans les communes de plus de 10 000 habitants, les autres collectivités territoriales, les services départementaux d'incendie et de secours ainsi que les établissements publics locaux assimilés à une commune de plus de 10 000 habitants ou à un département dans les conditions fixées par le décret du 22 septembre 2000 précité. Ils peuvent, en outre, occuper l'emploi de directeur général des services de communes de plus de 10 000 habitants, des mairies d'arrondissement ou de groupe d'arrondissements de Lyon et de Marseille assimilés à des communes de plus de 10 000 habitants ou exercer les fonctions de directeur d'un établissement public local assimilé à une commune de plus de 10 000 habitants et des conseils de territoire de la métropole d'Aix-Marseille-Provence assimilés à des communes de plus de 20 000 habitants dans les conditions fixées par le décret du 30 décembre 1987 précité.

## Rémunération
La loi dispose que les fonctionnaires ont droit à une rémunération comprenant le traitement, l'indemnité de résidence, le supplément familial de traitement ainsi que le régime indemnitaire (c'est-à-dire les primes). Le montant du traitement est fixé en fonction du grade de l'agent et de l'échelon auquel il est parvenu, ou de l'emploi auquel il a été nommé. Le régime indemnitaire se compose pour l'essentiel du RIFSEEP (régime indemnitaire tenant compte des fonctions, sujétions, de l'expertise et de l'engagement professionnel). Ce régime indemnitaire fusionne les différentes primes existantes (celles liées aux fonctions et celles dites "au mérite"). Les collectivités territoriales déterminent de manière autonome l'existence ou non du RIFSEEP et de son montant, en vertu du principe de libre administration des collectivités, mais toutefois dans la limite d'un plafond annuel défini par l'État. Les indemnités peuvent tenir compte des fonctions et des résultats professionnels des agents ainsi que de la performance collective des services.
Les fonctionnaires territoriaux ne peuvent percevoir directement ou indirectement aucune autre rémunération à raison de ces mêmes fonctions.

### Traitement
Le traitement annuel est obtenu en multipliant le centième d'une valeur du traitement, fixée annuellement, par l'indice majoré correspondant à l'échelon et au grade du fonctionnaire. À compter du 1er février 2017, la valeur du traitement est de 56,2323€ , la valeur d'un point est donc de 4,686025 € par mois.
L'échelonnement indiciaire brut du cadre d'emplois des attachés territoriaux est le suivant :
| Échelon     | Attaché hors classe   | Directeur (en extinction) | Attaché principal | Attaché |
| ----------- | --------------------- | ------------------------- | ----------------- | ------- |
| 1er échelon | 797                   | 722                       | 593               | 444     |
| 2e échelon  | 850                   | 759                       | 639               | 469     |
| 3e échelon  | 896                   | 798                       | 693               | 499     |
| 4e échelon  | 946                   | 857                       | 732               | 525     |
| 5e échelon  | 995                   | 907                       | 791               | 567     |
| 6e échelon  | 1027                  | 968                       | 843               | 611     |
| 7e échelon  | HEA (échelon spécial) | 1015                      | 896               | 653     |
| 8e échelon  | -                     | -                         | 946               | 693     |
| 9e échelon  | -                     | -                         | 995               | 732     |
| 10e échelon | -                     | -                         | -                 | 778     |
| 11e échelon | -                     | -                         | -                 | 821     |

À ces indices brut correspondent les indices majorés nécessaires au calcul du traitement soumis à pension. L'indice majoré est fixé par un barème annexé à un décret. A cet indice majoré peuvent être ajoutés des points supplémentaire par le biais de la NBI, en raison de l'exercice de fonctions particulières ou requérant une technicité spécifique.
Le traitement annuel brut initial d'un attaché territorial est de 21 930,60€.

### Indemnité de résidence
L'indemnité de résidence est prévu afin de prendre en compte la diversité des prix, notamment fonciers, sur le territoire. Le montant de l’indemnité auquel a droit un agent public est calculé en appliquant au traitement brut un taux variable selon la zone territoriale dans laquelle est classée la commune où il exerce ses fonctions.
| Zones de salaires          | Zones d'abattement | Zones d'indemnité de résidence | Pourcentage du traitement brut | Montants mensuels planchers |
| -------------------------- | ------------------ | ------------------------------ | ------------------------------ | --------------------------- |
| sans abattement            | 0                  | 1re                            | 3 %                            | 54,83 €                     |
| abattement de 2,22 %       | 2                  | 2e                             | 1 %                            | 18,28 €                     |
| abattement de 3,11 % à 6 % | 3                  | 3e                             | 0 %                            | -                           |

### Supplément familial
Le supplément familial de traitement (SFT) est attribué aux agents publics ayant au moins un enfant à charge effective et permanente. Si les deux membres d'un couple sont fonctionnaires, seul l'un peut recevoir le supplément familial. 
| Nombre d'enfants      | Un   | Deux  | Trois | Par enfant au-delà |
| --------------------- | ---- | ----- | ----- | ------------------ |
| Élément fixe          | 2,29 | 10,67 | 15,24 | 4,57               |
| Élément proportionnel | -    | 3 %   | 8 %   | 6 %                |

## Carrière

### Avancement
Le cadre d'emplois comprend les grades d'attaché, d'attaché principal, et d'attaché hors classe. Ce dernier grade remplace le grade de directeur territorial, placé en extinction depuis 2016. Le grade d'attaché comprend onze échelons, celui d'attaché principal neuf échelons (un échelon terminal sera ajouté en 2021), celui d'attaché hors classe six échelons et des échelons spéciaux, et celui de directeur territorial sept échelons. L'avancement d'échelon a lieu de façon continue d'un échelon à l'échelon immédiatement supérieur.
Les fonctionnaires territoriaux appartenant au cadre d'emplois des attachés territoriaux font l'objet d'un entretien annuel. Leur valeur professionnelle est appréciée notamment en fonction de leurs aptitudes générales, de leur efficacité, de leurs qualités d'encadrement et de leur sens des relations humaines. L'avancement d'échelon est prononcé par l'autorité territoriale de plein droit dès la condition d'ancienneté requise atteinte. Enfin, l'avancement de grade d'un fonctionnaire territorial détaché ne peut intervenir qu'aux fins de pourvoir à un emploi vacant que son nouveau grade lui donnerait vocation à occuper.
En application de l'article 109 de la Loi n°2004-809 du 13 août 2004 relative aux libertés et responsabilités locales, des échelons provisoires ont été créés afin d'intégrer des fonctionnaires issus des corps de l'État à la suite de transferts de personnels en direction des collectivités territoriales. Les conseillers d'administration de l'écologie du développement et de l'aménagement durables ainsi que les inspecteurs de l'action sanitaire et sociale ont vocation à être nommés dans ces échelons,.

#### Examen professionnel d'attaché principal
Les attachés qui justifient, au 1er janvier de l'année au titre de laquelle ils souhaitent être inscrits sur un tableau d'avancement, d'une durée de trois ans de services effectifs dans un cadre d'emplois de catégorie A ou de même niveau et qui comptent au moins un an d'ancienneté dans le 5e échelon du grade d'attaché peuvent passer un examen professionnel d'accès au grade d'attaché principal organisé par le centre de gestion.
L'examen professionnel d'accès au grade d'attaché principal comporte deux épreuves dont les sujets sont choisis par le jury d'examen. Ces épreuves sont :
1. Une épreuve écrite d'admissibilité, consistant en la rédaction d'une note en quatre heures ;
2. Une épreuve orale d'admission, consistant en un entretien d'une durée de vingt minutes.

Par ailleurs, les attachés qui justifient, au plus tard le 31 décembre de l'année au titre de laquelle le tableau d'avancement est établi, d'au moins sept ans de services effectifs dans un cadre d'emplois catégorie A ou de même niveau et qui comptent au moins un an d'ancienneté dans le 9e échelon du grade d'attaché peuvent également, et sans examen professionnel, être inscrits sur le tableau d'avancement.
Toutefois, le nombre des attachés principaux ne peut être supérieur à 30 % du nombre des attachés et attachés principaux cumulés. Toutefois lorsque ce nombre est inférieur à quatre, une nomination peut être prononcée.

#### Nomination au grade de directeur
Le grade de directeur a été placé en voie d'extinction (article 2 du décret n° 2016-1798 du 20 décembre 2016, modifiant l'article 1er du décret n° 87-1099 du 30 décembre 1987 portant statut particulier du cadre d'emplois des attachés territoriaux).

#### Nomination au grade d'attaché hors classe
Le grade d'attaché hors classe a été créé en remplacement du grade de directeur. Il est accessible aux attachés principaux cumulant ancienneté et exercice de postes de niveau hiérarchique élevé, c'est-à-dire soit dans des emplois dits fonctionnels (par exemple directeur général des services d'une collectivité, directeur général adjoint), soit dans des postes hiérarchiquement proches de ces niveaux dans les plus grosses collectivités.

### Détachement
Le détachement est la position du fonctionnaire placé pour une longue ou courte durée hors de son cadre d'emploi d'origine mais continuant à bénéficier, dans ce corps, de ses droits à l'avancement et à la retraite. Il est prononcé sur la demande du fonctionnaire.
Les fonctionnaires de catégorie A peuvent être détachés dans le cadre d'emplois des attachés territoriaux sous réserve que l'indice brut terminal du grade le plus élevé de leur corps ou cadre d'emplois soit au moins égal à 966.
| Ancien grade ou emploi               | Nouveau grade       |
| ------------------------------------ | ------------------- |
| Indice brut terminal supérieur à 995 | Attaché hors classe |
| Indice brut terminal supérieur à 821 | Attaché principal   |
| Autre                                | Attaché territorial |

Le détachement intervient à l'échelon du grade comportant un indice égal ou à défaut immédiatement supérieur à celui dont bénéficie le fonctionnaire dans son grade ou son emploi d'origine. Le fonctionnaire conserve l'ancienneté d'échelon acquise dans son précédent grade lorsque le détachement ne lui procure pas un avantage supérieur à celui qui aurait résulté d'un avancement dans sa position d'origine. Ils avancent dans les mêmes conditions que les autres fonctionnaires territoriaux s'ils justifient dans leur position d'origine d'une durée de services au moins équivalente à celle exigée dans leur nouvelle position.
Après deux ans de détachement, l'intégration dans le cadre d'emplois des attachés territoriaux est un droit pour le fonctionnaire. Elle est prononcée par l'autorité territoriale.
L'accès à un nouveau cadre d'emplois est subordonné au respect, pour les périodes de formation révolues, des obligations de formation auxquelles était astreint le fonctionnaire concerné dans son cadre d'emplois d'origine en application du présent chapitre. Le Centre national de la fonction publique territoriale atteste du respect desdites obligations.

### Mise à disposition
L'attaché territorial est soumis au régime général de mise à disposition. La mise à disposition est la situation du fonctionnaire qui demeure dans son cadre d'emplois ou corps d'origine, est réputé y occuper un emploi, continue à percevoir la rémunération correspondante, mais qui exerce ses fonctions hors du service où il a vocation à servir. Elle ne peut avoir lieu qu'avec l'accord du fonctionnaire et doit être prévue par une convention conclue entre l'administration d'origine et l'organisme d'accueil.

### Disponibilité
Les attachés territoriaux peuvent demander à être placés en disponibilité dans les conditions communes aux fonctionnaires territoriaux. La disponibilité est la position du fonctionnaire qui, placé hors de son administration ou service d'origine, cesse de bénéficier, dans cette position, de ses droits à l'avancement et à la retraite. La disponibilité peut également être prononcée d'office à l'expiration des congés. Le fonctionnaire mis en disponibilité qui refuse successivement trois postes qui lui sont proposés dans le ressort territorial de son cadre d'emploi en vue de la réintégration peut être licencié après avis de la commission administrative paritaire.

### Discipline
L'attaché territorial est soumis à un régime disciplinaire dans les mêmes conditions que les autres fonctionnaires territoriaux.
Un conseil de discipline est saisi par un rapport de l'autorité territoriale. Ce rapport précise les faits reprochés et les circonstances dans lesquelles ils ont été commis. Le conseil de discipline est appelé à donner un avis sur les sanctions applicables aux personnels. Les sanctions disciplinaires sont l'avertissement ; le blâme ; l'exclusion temporaire de fonctions pour une durée maximale de trois jours ; l'abaissement d'échelon ; l'exclusion temporaire de fonctions pour une durée de quatre à quinze jours ; la rétrogradation ; l'exclusion temporaire de fonctions pour une durée de seize jours à deux ans ; la mise à la retraite d'office et enfin la révocation. Le pouvoir disciplinaire appartient à l'autorité territoriale après avis de la commission administrative paritaire siégeant en conseil de discipline. L'autorité territoriale peut décider, après avis du conseil de discipline, de rendre publics la décision portant sanction et ses motifs.

## Congés
En ce qui concerne les congés, l'attaché territorial est soumis au même régime que l'ensemble des fonctionnaires territoriaux. En activité, il a droit : 
- 1° A un congé annuel avec traitement ;
- 2° A des congés de maladie ;
- 3° A des congés de longue maladie ;
- 4° A un congé de longue durée ;
- 5° Au congé pour maternité, ou pour adoption ;
- 6° Au congé de formation professionnelle ;
- 6° bis Au congé pour validation des acquis de l'expérience ;
- 6° ter Au congé pour bilan de compétences ;
- 7° Au congé pour formation syndicale.

### Congé annuel
L'attaché territorial en activité a droit pour une année de service accompli du 1er janvier au 31 décembre à un congé annuel d'une durée égale à cinq fois ses obligations hebdomadaires de service. Cette durée est appréciée en nombre de jours effectivement ouvrés.
Un jour de congé supplémentaire est attribué au fonctionnaire dont le nombre de jours de congé pris en dehors de la période du 1er mai au 31 octobre est de cinq, six ou sept jours ; il est attribué un deuxième jour de congé supplémentaire lorsque ce nombre est au moins égal à huit jours.
Le calendrier des congés est fixé par l'autorité territoriale, après consultation des fonctionnaires intéressés, compte tenu des fractionnements et échelonnements de congés que l'intérêt du service peut rendre nécessaires. Les fonctionnaires chargés de famille bénéficient d'une priorité pour le choix des périodes de congés annuels.
Sauf exception, le congé dû pour une année de service accompli ne peut se reporter sur l'année suivante. Un congé non pris ne donne lieu à aucune indemnité compensatrice.

### Congé de maladie
La durée totale des congés de maladie peut atteindre un an pendant une période de douze mois consécutifs en cas de maladie dûment constatée mettant l'intéressé dans l'impossibilité d'exercer ses fonctions. Celui-ci conserve alors l'intégralité de son traitement pendant une durée de trois mois ; ce traitement est réduit de moitié pendant les neuf mois suivants. Le fonctionnaire conserve, en outre, ses droits à la totalité du supplément familial de traitement et de l'indemnité de résidence. Le congé de maladie est donné de droit en cas de maladie dûment constatée.
Le congé de longue maladie peut atteindre une durée maximale de trois ans dans les cas où il est constaté que la maladie met l'intéressé dans l'impossibilité d'exercer ses fonctions, rend nécessaires un traitement et des soins prolongés et présente un caractère invalidant et de gravité confirmée. Le fonctionnaire conserve l'intégralité de son traitement pendant un an ; le traitement est réduit de moitié pendant les deux années qui suivent. L'intéressé conserve, en outre, ses droits à la totalité du supplément familial de traitement et de l'indemnité de résidence.
Le congé de longue durée, en cas de tuberculose, maladie mentale, affection cancéreuse, poliomyélite ou déficit immunitaire grave et acquis, dure trois ans à plein traitement et deux ans à demi-traitement. Le fonctionnaire conserve ses droits à la totalité du supplément familial de traitement et de l'indemnité de résidence.
Pour bénéficier d'un congé de longue maladie ou de longue durée le fonctionnaire en position d'activité, ou son représentant légal, doit adresser à l'autorité territoriale une demande appuyée d'un certificat de son médecin traitant. Après contre-visite et avis du comité médical du département, l'autorité territoriale peut accorder le congé demandé.
Le fonctionnaire qui, à l'expiration de son congé de maladie, refuse sans motif valable lié à son état de santé le poste qui lui est assigné peut être licencié après avis de la commission administrative paritaire.

### Congé parental
L'attaché territorial a droit au congé parental dans les mêmes conditions que les autres fonctionnaires territoriaux. Cette position est accordée à la mère après un congé pour maternité ou au père après la naissance et jusqu'au troisième anniversaire de l'enfant. Elle est également accordée à la mère ou au père après l'adoption d'un enfant n'ayant pas encore atteint l'âge de la fin de l'obligation scolaire, sans préjudice du congé d'adoption qui peut intervenir au préalable. Le congé parental est accordé de droit à l'occasion de chaque naissance ou de chaque adoption dans les conditions prévues ci-dessus, sur simple demande, à la mère ou au père fonctionnaire.

### Congé pour formation syndicale
Un arrêté fixe la liste des institutions ouvrant droit au congé pour formation syndicale.

## Éléments statistiques
Il y avait 43 551 attachés territoriaux au 31 décembre 2003), représentant 12,2 % de l’ensemble des agents de la filière administrative et 34,2 % de l’ensemble des agents de catégorie A, toutes filières confondues. De 1999 à 2003, l’effectif des attachés a augmenté au rythme moyen annuel de 7,3 %, soit une croissance plus de deux fois plus rapide que l'ensemble des agents territoriaux, à 3,4 %. La moitié des attachés travaille en Île-de-France (18,7 %), Rhône-Alpes (10,7 %), Provence-Alpes-Côte d’Azur (8,7 %), Nord-Pas-de-Calais (6,3 %) et Pays de la Loire (5,6 %).
Les attachés exercent leurs fonctions à 45,7 % dans les communes, 17,7 % dans les départements et 6,8 % dans les Régions.

### Lois
- Loi n°84-53 du 26 janvier 1984 portant dispositions statutaires relatives à la fonction publique territoriale .

1. ↑  Art. 39
2. ↑  Art. 44
3. ↑  Art. 36
4. ↑  Art. 4 al. 6
5. ↑  Art. 34
6. ↑  Art. 40
7. ↑  Art. 41
8. ↑  Art. 46
9. ↑  Art. 30
10. ↑  Art. 87
11. ↑  Art. 78
12. ↑  Art. 64
13. ↑  Art. 61
14. ↑  Art. 72
15. 1 2  Art. 90
16. ↑  Art. 89
17. ↑  Art. 57
18. ↑  Art. 57 2°
19. ↑  Art. 57 3°
20. ↑  Art. 57 4°
21. ↑  Art. 75

- Loi n°84-594 du 12 juillet 1984 relative à la formation des agents de la fonction publique territoriale et complétant la loi n° 84-53 du 26 janvier 1984 portant dispositions statutaires relatives à la fonction publique territoriale .

1. 1 2  Art. 1
2. 1 2  Art. 2
3. ↑  Art. 2-1

- Loi n°83-634 du 13 juillet 1983 portant droits et obligations des fonctionnaires. Loi dite loi Le Pors .

1. ↑  Art. 20

### Décrets
- Décret n°85-1229 du 20 novembre 1985 relatif aux conditions générales de recrutement des agents de la fonction publique territoriale .

- Décret n°87-1099 du 30 décembre 1987 portant statut particulier du cadre d'emplois des attachés territoriaux .

1. ↑  Art. 3
2. ↑  Art. 4. 1°
3. ↑  Art. 4. 2°
4. ↑  Art. 4. 3°
5. ↑  Art. 5
6. ↑  Art. 6
7. ↑  Art. 7
8. ↑  Art. 8
9. 1 2  Art. 10
10. ↑  Art. 9
11. ↑  Art. 11
12. ↑  Art. 12
13. 1 2  Art. 14
14. ↑  Art. 13
15. ↑  Art. 2 al. 1-2
16. ↑  Art. 2 al. 3
17. 1 2 3  Art. 2 al 4
18. ↑  Art. 1
19. ↑  Art. 16
20. ↑  Art. 27
21. ↑  Art. 27-1
22. ↑  Art. 27-2 à 27-4
23. 1 2 3  Art. 19
24. 1 2  Art. 23
25. ↑  Art. 24
26. ↑  Art. 25
27. ↑  Art. 26

- Décret n°87-1101 du 30 décembre 1987 portant dispositions statutaires particulières à certains emplois administratifs de direction des collectivités territoriales et des établissements publics locaux assimilés.

- Décret n°87-1100 du 30 décembre 1987 portant échelonnement indiciaire applicable aux attachés territoriaux

- Décret n° 2009-756 du 22 juin 2009 fixant les modalités d'organisation des concours pour le recrutement des attachés territoriaux

1. ↑  Art. 1
2. ↑  Art. 3
3. 1 2  Art. 15
4. ↑  Art. 8
5. ↑  Art. 2
6. ↑  Art. 12
7. ↑  Art. 5
8. ↑  Art. 9
9. ↑  Art. 6
10. ↑  Art. 10
11. ↑  Art. 7
12. ↑  Art. 11

- Décret n°2006-1695 du 22 décembre 2006 fixant les dispositions statutaires communes applicables aux cadres d'emplois des fonctionnaires de la catégorie A de la fonction publique territoriale .

1. ↑  Art. 4
2. ↑  Art. 7
3. ↑  Art. 8
4. ↑  Art. 9.
5. ↑  Art. 10.

- Décret n° 2007-1845 du 26 décembre 2007 relatif à la formation professionnelle tout au long de la vie des agents de la fonction publique territoriale .

1. ↑  Art. 1
2. ↑  Art. 3

- Décret n° 2008-512 du 29 mai 2008 relatif à la formation statutaire obligatoire des fonctionnaires territoriaux .

1. ↑  Art. 17
2. ↑  Art. 12
3. ↑  Art. 18
4. ↑  Art. 19
5. ↑  Art. 14
6. 1 2 3  Art. 15
7. ↑  Art. 53
8. ↑  Art. 16

- Décret n°85-1148 du 24 octobre 1985 modifié relatif à la rémunération des personnels civils et militaires de l'État, des personnels des collectivités territoriales et des personnels des établissements publics d'hospitalisation .

1. ↑  Art. 2
2. ↑  « Décret n° 85-1148 du 24 octobre 1985 modifié relatif à la rémunération des personnels civils et militaires de l'Etat, des personnels des collectivités territoriales et des personnels des établissements publics d'hospitalisation », sur www.legifrance.gouv.fr (consulté le 5 décembre 2016)
3. ↑  Art. 9
4. ↑  Art. 10
5. ↑  Art. 10 bis

- Décret n°87-602 du 30 juillet 1987 pris pour l'application de la loi n° 84-53 du 26 janvier 1984 portant dispositions statutaires relatives à la fonction publique territoriale et relatif à l'organisation des comités médicaux, aux conditions d'aptitude physique et au régime des congés de maladie des fonctionnaires territoriaux .

1. ↑  Art. 10
2. ↑  Art. 14
3. ↑  Art. 25°
4. ↑  Art. 17

### Arrêtés
- Arrêté du 10 août 2007 fixant la liste des professions prises en compte pour le classement dans le cadre d'emplois des attachés territoriaux .

- Arrêté du 17 mars 1988 fixant les modalités d'organisation de l'examen professionnel d'accès au grade d'attaché principal territorial .